# Festivalul Constantin Tănase
Festivalul intenațional de umor Constantin Tănase, festival internațional de teatru de comedie, caricatură și umor, ce se desfășoară începând cu anul 1970 la Vaslui.
Inițiat sub conducerea lui Valentin Silvestru, atrage comedianți din toată țara începând cu anul 1980 și a ajuns în anul 2006, la ediția a XIX-a.
Anual. în luna octombrie, oameni de cultură, creatori în cele mai diverse domenii purtând pecetea participării la sublinierea optimismului și bunei dispoziții caracteristice românului, colective teatrale, competitori întru perfecționarea mijloacelor artistice pentru transpunerea grafică, literară, fotografică, scenică a umorului, cu totii sunt oaspeții Vasluiului, care-și recapătă ritmic, cu respectuasă simpatie, condiția de capitală a umorului românesc.
Festivalul cuprinde:
- secțiune de interpretare

Această secțiune are rolul de a descoperi și promova spre marea scenă a umorului pe cei mai talentați interpreți ai genului.
Participă în concurs formații și grupuri satirice, cupletiști și interpreți individuali de umor, din instituții de cultură profesioniste sau de amatori, din rândul elevilor (peste 18 ani) și studenților din academiile de teatru, etc.
- literatură satirico-umoristică
- salon internațional de caricatură cu două secțiuni:
  - grafică satirică
  - portrete șarjă
- salon de artă fotografică umoristică "RIDENDO FLASH"
- teatru umoristic
- film de comedie